# NGC 2912
NGC 2912 في الفهرس العام الجديد، هي مجرة، تقع في كوكبة الأسد. اكتشفت في 3 أبريل 1870 .

## روابط خارجية
- NGC 2912 على موقع ويكي سكاي: DSS2, SDSS, GALEX, IRAS, Hydrogen α, X-Ray, Astrophoto, Sky Map, Articles and images